# Feliksas Vaitkus

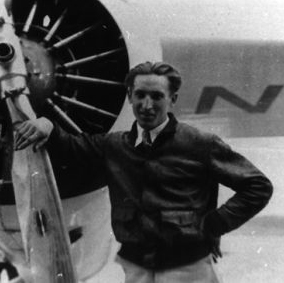
F. Vaitkus (1935)

Feliksas Vaitkus (* 1907 in Chicago, Illinois; † 25. Juli 1956 in Wiesbaden) war ein US-amerikanischer Pilot litauischer Abstammung und der sechste Mensch, der den Atlantik im Alleinflug überquerte.

## Leben
Der Sohn litauischer Einwanderer schlug eine Militärkarriere ein und diente in der amerikanischen Luftwaffe bis 1931. Danach arbeitete er in der Flugschule seines Schwiegervaters in Kohler, Wisconsin. Nach dem Scheitern des ersten Versuchs mit dem Flugzeug Lituanica wollten Mitglieder der litauischen Gemeinde in Chicago den Versuch einer Atlantiküberquerung nicht aufgeben. Die Lituanika II, eine Lockheed Vega, wurde am 22. April 1934 getauft. Zunächst war ein anderer Pilot für den Versuch, im Alleinflug den Atlantik zu überqueren, ausgesucht worden; nachdem dieser aber überraschend abgesagt hatte, fiel die Wahl auf Vaitkus.
Die Lituanika II wurde mit zusätzlichen Tanks, Radiokompass und anderen Finessen ausgestattet, um den Erfolg zu garantieren. Darüber verging viel Zeit, so dass aus technischer Sicht erst ein Start im Mai 1935 vorstellbar war. Die Wetterbedingungen waren jedoch monatelang so schlecht, dass Vaitkus erst am 21. September vom Floyd Bennett Field in New York City starten konnte. Er hatte jedoch mit Regen, Nebel und Eisbildung zu kämpfen und musste schließlich feststellen, dass er sein eigentliches Ziel, Kaunas, wegen zu hohen Treibstoffverbrauchs unterwegs nicht erreichen konnte. So entschloss er sich zu einer Landung in Irland. Bei der Bruchlandung in der Nähe von Ballinrobe erlitt das Flugzeug schwere Schäden, doch Vaitkus blieb wie durch ein Wunder unverletzt. Während die Lituanika II zur Reparatur in die USA transportiert wurde, reiste er auf dem Land- und Seeweg weiter nach Kaunas.
Obwohl sein eigentliches Vorhaben gescheitert war, wurde Vaitkus als einziger Mensch, der 1935 den Atlantik überflogen hatte, und als sechster Pilot weltweit, der den Atlantik im Alleinflug überquert hatte, gefeiert.
1940 kehrte er zur Army zurück. Er wurde leitender Testpilot bei Boeing in Seattle; seine Aufgabe bestand darin, die B-17- und B-29-Bomber zu testen.
Ein weiteres Mal kehrte er zur Zeit des Koreakriegs in den aktiven Militärdienst zurück.
Vaitkus starb, in Wiesbaden stationiert, an einem Herzinfarkt. Er wurde auf dem Kohler Cemetery in Sheboygan beigesetzt. Als er starb, war er Oberstleutnant. 